# Keith Cooper
Keith Cooper (Pontypridd, 1948. március 21. –) walesi nemzetközi labdarúgó-játékvezető, rádiós kommentátor.

## Pályafutása

### Nemzeti játékvezetés
1975-től 1982-ig a Liga partbírója, 1977-től 1982-ig második élvonalbeli játékvezető, 1982-től 1993-ig országos játékvezető, 1993-tól 1996-iga a Premier Liga játékvezetője. Az aktív nemzeti játékvezetéstől 1996-ban vonult vissza. Első ligás mérkőzéseinek száma: 66.

#### Nemzeti kupamérkőzések
Vezetett Kupa-döntők száma: 1.

##### Liga Kupa
| Időpont           | Helyszín                | Mérkőzés típusa | Mérkőzés                      | Eredmény | Nézők száma |
| ----------------- | ----------------------- | --------------- | ----------------------------- | -------- | ----------- |
| 1994. március 27. | Wembley Stadion, London | döntő           | Aston Villa–Manchester United | 3 : 1    | 77 231      |

### Nemzetközi játékvezetés
A Walesi labdarúgó-szövetség Játékvezető Bizottsága (JB) 1985-ben terjesztette fel nemzetközi játékvezetőnek, a Nemzetközi Labdarúgó-szövetség (FIFA) bíróinak keretébe. Több nemzetek közötti válogatott és klubmérkőzést vezetett. A walesi nemzetközi játékvezetők rangsorában, a világbajnokság-Európa-bajnokság sorrendjében többedmagával a 10. helyet foglalja el 2 találkozó szolgálatával. Az aktív nemzetközi játékvezetéstől 1993-ban búcsúzott.

#### Világbajnokság
A világbajnoki döntőhöz vezető úton Olaszországba a XIV., az 1990-es labdarúgó-világbajnokságra a FIFA JB bíróként alkalmazta.
| Időpont             | Helyszín                    | Mérkőzés típusa           | Mérkőzés   | Eredmény | Nézők száma |
| ------------------- | --------------------------- | ------------------------- | ---------- | -------- | ----------- |
| 1989. szeptember 6. | Laugardalsvöllur, Reykjavik | előselejtező (3. csoport) | Izland–NDK | 0 : 3    | 7 124       |

#### Európa-bajnokság
Az európai-labdarúgó torna döntőjéhez vezető úton Német Szövetségi Köztársaságba a VIII., az 1988-as labdarúgó-Európa-bajnokságra az UEFA JB játékvezetőként foglalkoztatta.
| Időpont             | Helyszín                       | Mérkőzés típusa           | Mérkőzés           | Eredmény | Nézők száma |
| ------------------- | ------------------------------ | ------------------------- | ------------------ | -------- | ----------- |
| 1987. szeptember 9. | Lansdowne Road Stadion, Dublin | előselejtező (7. csoport) | Írország–Luxemburg | 2 : 1    | 18 000      |

#### Nemzetközi kupamérkőzések

##### Bajnokcsapatok Európa-Ligája
| Időpont           | Helyszín                      | Mérkőzés típusa            | Mérkőzés                      | Eredmény |
| ----------------- | ----------------------------- | -------------------------- | ----------------------------- | -------- |
| 1989. október 18. | Marcel Saupin Stadion, Nantes | nyolcaddöntő (1. mérkőzés) | Budapest Honvéd FC–SL Benfica | 0 : 2    |

## Sportvezetőként
A FIFA JB sajtófőnöke.